# Jamal al-Jamal
Jamal al-Jamal (en árabe: جمال الجمال) (3 de abril de 1957-1 de enero de 2014) fue un diplomático palestino, Embajador en la República Checa desde 2013 hasta su muerte.

## Carrera diplomática
Nació en 1957, en el campo de refugiados de Shatila, en Beirut. Su familia es originaria de Jaffa, en lo que hoy es Israel. Se unió a Fatah en 1975 y fue nombrado Embajador Adjunto de Bulgaria en 1979. A partir de 1984, se desempeñó como diplomático en Praga, con el tiempo como embajador interino. Entre 2005 y 2013, se desempeñó como cónsul general en Alejandría, Egipto. En octubre de 2013, fue nombrado Embajador de la República Checa.

## Muerte
Según la policía de la República Checa, al-Jamal fue fatalmente herido en una explosión que sacudió la residencia oficial de la embajada el día de Año Nuevo de 2014. Él murió varias horas después de haber sido llevado al hospital, dijeron las autoridades. La policía checa afirma que la explosión fue causada por un artefacto explosivo en un lugar seguro, y que no se trataba de un ataque planificado de antemano.